# 大卡尔巴赫
大卡尔巴赫是德国莱茵兰-普法尔茨州的一个市镇。总面积5.26平方公里，总人口1108人，其中男性538人，女性570人（2011年12月31日），人口密度211人/平方公里。